# I Aim at the Stars
I Aim at the Stars (bra: Na Rota das Estrelas) é um filme biográfico estadunidense de 1960, dirigido por J. Lee Thompson. O roteiro de Jay Dratler adapta história de George Froeschel, H. W. John e Udo Wolter. É contada a vida de Wernher von Braun, desde a infância até o lançamento do primeiro satélite norte-americano, feito do qual foi um dos principais responsáveis.

## Elenco
- Curd Jürgens...Wernher von Braun[7]
- Victoria Shaw...Maria von Braun[7]
- Herbert Lom...Anton Reger[7]
- Gia Scala...Elizabeth Beyer[7]
- James Daly...Major William "Bill" Taggert[7]
- Adrian Hoven...Mischke[7]
- Gerard Heinz...Professor Oberth[7]
- Karel Stepanek...Capitão Dornberger[7]
- Peter Capell...Dr. Neumann[7]
- Hayden Rorke...Major[7]
- Austin Willis...General John B. Medaris[7]
- Alan Gifford...Coronel[7]
- Helmo Kindermann...General Kulp[7]
- Lea Seidl...Baronesa von Braun[7]
- John Crawford...Dr. Bosco - White Sands, Novo México[7]

## Sinopse
Werner von Braun era filho de uma aristocrática família germânica de Berlim e desde criança se interessava por foguetes e sonhava alcançar as estrelas. Quando adulto, ele e os jovens parceiros Anton e Mischke continuaram com os experimentos com aqueles artefatos e receberam proposta de financiamento feita pelo Exército. Ficaram sediados na base secreta alemã Peenemünde e, com o desenrolar da Segunda Guerra Mundial, foram pressionados a desenvolver foguetes para atacar Londres. Com a guerra perdida, Werner e membros da equipe resolvem fugir e se entregar aos norte-americanos. Sendo severamente atacado pelo Major William "Bill" Taggert, que perdera a família durante um bombardeio a Londres com as bombas V-2 desenvolvidas pelo cientista, Werner estava em vias de ser julgado como "criminoso de guerra" até que o Exército intercedeu e o levou e a seus auxiliares civis para a Base de White Sands, no Novo México, onde continuou os experimentos com foguetes e mísseis. Werner estava determinado a lançar o primeiro satélite artificial da história, mas os planos foram mudados com a Guerra da Coréia. Werner então desenvolveu o foguete Redstone para o exército. Com o fim da guerra, os projetos de foguetes ficaram com a Marinha que fracassou com os Vanguards até ser superada pelos soviéticos, que lançaram o Sputnik 1. Tentando a todo custo recuperar o prestígio abalado, os Estados Unidos cederam e aprovaram o projeto de Werner que, enfim, conseguiu realizar seu sonho e lançar o satélite Explorer 1, utilizando o foguete Jupiter-C, um Redstone modificado.

## Adaptações
A Dell Comics adaptou o filme para história em quadrinhos com desenhos de Jack Sparling e publicação na revista Four Color número 1148 (outubro de 1960).[carece de fontes?]